# Goodbye Yellow Brick Road (singolo)
Goodbye Yellow Brick Road è un brano scritto ed interpretato dall'artista britannico Elton John; il testo è di Bernie Taupin. Proveniente dall'omonimo album del 1973, rappresenta uno dei maggiori successi della superstar.

## Descrizione
Il titolo è una palese citazione da Il mago di Oz, celebre film di Victor Fleming, e si riferisce all'addio all'innocenza e alla spensieratezza e al passaggio a una fase più matura e più consapevole della vita. In effetti, Bernie Taupin aveva avuto modo di condurre una vita decisamente agiata, forte degli ultimi successi commerciali di Elton, ma presto si sentì a disagio; il brano è quindi una sorta di nostalgico ritorno alle origini e allo stile di vita tranquillo di un tempo. La melodia, dall'andatura lenta, malinconica ma soave, è influenzata dal glam rock degli anni '70 e mette in evidenza il pianoforte, oltre che la voce di Elton in falsetto; è facile notare inoltre la Elton John Band (Davey Johnstone alla chitarra, Dee Murray al basso e Nigel Olsson alla batteria) cimentarsi nei cori che permeano tutto il brano. Il superbo e appropriato arrangiamento orchestrale di Del Newman completa il tutto. Goodbye Yellow Brick Road è citata nel romanzo di Stephen King Uscita per l'inferno ed era una delle canzoni preferite dal musicista Elliott Smith; pare che proprio dopo averla ascoltata per diciotto ore egli abbia creato il brano Waltz #1. Esiste anche una cover dei Keane, inserita nella compilation Help: A Day In The Life.

## Accoglienza
Goodbye yellow Brick Road ha sempre ricevuto un ottimo responso da parte della critica; molti critici l'hanno lodata come la migliore canzone mai composta da Elton John, All Music Guide la definì, per esempio, un trionfo vocale e il picco qualitativo nel suo stile. Per Janis Schacht del Circus Magazine essa era delicata e bellissima, mentre la rivista Rolling Stone l'ha inserita al 380º posto nella sua lista delle 500 canzoni migliori di tutti i tempi. Inoltre, la compagnia statunitense  Ben & Jerry's ha creato il gelato Goodbye Yellow Brickle Road per celebrare il primo concerto di Elton nello Stato americano del Vermont (per mezzo di questa performance John ha conseguito un suo importante risultato: quello di essersi esibito in tutti gli Stati facenti parte degli U.S.A.).

## Classifiche
Il singolo, distribuito il 15 ottobre 1973, debuttò al 62º posto nella classifica statunitense (la più alta posizione di quella settimana). In sette settimane, l'8 dicembre, raggiunse il secondo posto e ci rimase per tre settimane, battendo in popolarità il precedente singolo di Elton Saturday Night's Alright for Fighting. Nel Regno Unito, Goodbye Yellow Brick Road raggiunse la sesta posizione, mentre in Irlanda raggiunse il quarto posto.
| Classifica (1973)                 | Posizione più alta |
| --------------------------------- | ------------------ |
| U.S. Billboard Hot 100            | 2                  |
| U.S. Billboard Adult Contemporary | 7                  |
| Official Singles Chart            | 6                  |
| Irish Singles Chart               | 4                  |
| Canada                            | 1                  |
| Norvegia                          | 9                  |